# 切石港
切石港（きりいしこう）は、鹿児島県鹿児島郡十島村にある地方港湾。港湾管理者は十島村。統計法に基づく港湾調査規則では乙種港湾に分類されている。

## 概要
トカラ列島の諏訪之瀬島の南端の東岸に位置する港湾で東シナ海に面している。村営航路が就航するが、天候・海況によっては補完港である元浦港を利用する。岸壁の完成前は「艀取り」が行われていたが、1977年に切石港改修事業が着工され、1983年より接岸しての荷役が可能となった。
2015年度の発着数は226隻（314,366総トン）、利用客数は1,362人（乗込人員582人、上陸人員780人）である。

## 航路

### 村営航路
- 鹿児島港（本港区南埠頭） - 口之島 - 中之島 - 平島 - 諏訪之瀬島（切石港または元浦港） - 悪石島（やすら浜港） - 小宝島（小宝島港） - 宝島 - 奄美大島（名瀬港）

十島村が運航するフェリーとしまが週2往復就航する。また、十島村が保有する高速観光船「ななしま2」のチャーター運航での利用も可能である。

## 港湾施設
島南端の東岸に建設されており、岸壁となる突堤のほか小型船船溜まりが設けられている。